# Члены-основатели ордена Золотого руна
Члены-основатели ордена Золотого руна — 25 первых кавалеров ордена Золотого руна, включая его основателя и первого сюзерена Филиппа III Доброго, герцога бургундского.
Портреты членов ордена в церемониальной одежде были выполнены герольдмейстером Ордена Жилем Гобе (фр. Gilles Gobet) и представлены в 1473 году на съезде ордена в Валансьене.
Конные портреты в гербовом облачении происходят из «Большого конного гербовника Золотого руна».

## Список
| № диплома | Имя и титул | Портрет в церемониальном облачении | Конный портрет в гербовом облачении | Герб | Блазон (фр.) | Блазон (рус.) |
| --------- | --- | ---------------------------------- | ----------------------------------- | ---- | --- | --- |
| 1         | Филипп III Добрый (1396—1467) Герцог бургундский |                                    |                                     |      | Ecartelé aux 1 et 4 d’azur fleudelisé d’or a la bordure componée d’argent et de gueules, au 2, partie, bandé d’or et d’azur de six pièces a la bordure de gueules et de sable au lion d’or armé et lampassé de gueules, au 3, partie, bandé d’or et d’azur de six pièces a la bordure de gueules et d’argent au lion de gueules couronné et armé d’or lampassé d’azur la queue fourchue passée en sautoir. Sur le tout, l'écu de Flandre : D’or au lion de sable armé et lampassé de gueules | Щит четверочастный; в 1 и 4 четвертях основной элемент герба бургундской линии Валуа: герб Филиппа Смелого — в лазуревом поле, усеянном золотыми лилиями, наборная Кайма из серебра и черни; 2-я четверть рассечена, в правой части герб старшего бургундского дома — пять раз скошенное золотое и лазорёвое поле с червлёной каймой, в левой герб Брабанта с львом золотым (вооружение червлёное) в чёрном поле; 3-я четверть повторяет 2-ю, но меняет брабантский герб лимбургским — червлёный лев с раздвоенным хвостом, коронованный и «вооружённый» золотом на серебряном поле. В щитке герб графства Фландрия — в золотом поле чёрный лев с червлёным вооружением. |
| 2         | Гийом Вьенский (ок. 1360 — 1434) Сеньор де Сен-Жорж, де Сан-Круа, граф де Сансерр. Советник, камергер и генеральный бальи герцога бургундского                   |                                    |                                     |      | De gueules à l’aigle d’or | В червлёном поле золотой орёл |
| 3         | Ренье По (ок. 1362 — 1432) Сеньор де ля Прунье, де ля Рош-Ноле. Советник и камергер Филиппа Доброго                                                              |                                    |                                     |      | Écartelé, aux 1 et 4 d’or à la fasce d’azur, aux 2 et 3 échiqueté d’argent et de sable à deux badelaires de gueules posés en bande, pommetés, virolés, rivés d’or, aux ceinturons de gueules bouclés d’or | В четырёхчастном щите в 1 и 4 частях в золотом поле лазоревый пояс, во 2 и 3 частях в разделённом шахматно на серебро и чернь поле два червлёных баделера в перевязь с золотыми эфесами и гардами, с червлёными ремнями с золотыми пряжками |
| 4         | Жан V де Рубэ (ок. 1369 — 1449) Сеньор де Рубэ, де Эрзель, де Эскодевр. Первый камергер герцога бургундского                                                     |                                    |                                     |      | D’hermines au chef de gueules | В горностаевом поле червлёная глава |
| 5         | Роланд фон Ууткерке (ум. 1442) Сеньор де Хестерт, де Хемсрод |                                    |                                     |      | D’argent à la croix de sable, chargée de cinq coquilles oreillées d’or | В серебряном поле чёрный крест, обременённых пятью золотыми раковинами |
| 6         | Антуан де Вержи (ум. 1439) Сеньор де Фувен, де Шамплитт, граф де Даммартен. Камергер короля, маршал Франции в 1422 году                                          |                                    |                                     |      | De gueules à trois quintefeuilles d’or ; à la bordure d’argent | В червлёном поле с серебряной каймой три злотых пятилистника |
| 7         | Давид де Бримо (ок. 1384 — 1448) Сеньор де Линьи-сюр-Канш. Советник и камергер короля и герцога гиенского. Губернатор Арраса                                     |                                    |                                     |      | Ecartelé aux 1 et 4, d’argent a trois aigles de gueules becquées et membrées d’azur, aux 2 et 3 d’argent a la bande de gueules | В четырёхчастном щите в 1 и 4 частях в серебряном поле три червлёных орла с лазоревыми лапами, вооружением и языками, во 2 и 3 частях в серебряном поле червлёная перевязь. |
| 8         | Гуго де Ланнуа (1384—1456) Сеньор де Сант, де Бомон, де Эйсселмонде. Командующий стрелками, советник и камергер Филиппа Доброго                                  |                                    |                                     |      | D’argent a trois lions de sinople, posés 2 et 1, couronnés et armés d’or, lampassés de gueules, le tout brisé d’une bordure engrelée de gueules | В серебряном поле с червлёной выщербленной каймой три зелёных восстающих льва с золотыми коронами и червлёными языками |
| 9         | Жан де ла Клит (ум. 1443) Сеньор де Комин. Старший бальи Фландрии, камергер герцога бургундского                                                                 |                                    |                                     |      | De gueules au chevron d’or, accompagné de trois coquilles oreillées d’argent, lignées de sable posées 2 et 1, le tout à la bordure d’or | В червлёном поле с золотой каймой стропило того же металла, сопровождаемой тремя серебряными раковинами с черными прожилками |
| 10        | Антуан де Тулонжон (1385—1432) Сеньор де Трав, де ля Бастье-сюр-Сердон и Монтришар. Маршал, губернатор и генеральный капитан Бургундии                           |                                    |                                     |      | Ecartelé aux 1 et 4 de gueules a trois fasces ondées d’or, aux 2 et 3, de Gueules a trois jumelles d’argent | В четырёхчастном щите в 1 и 4 частях в червлёном поле три золотых волнистых пояса, во 2 и 3 частях в червлёном поле три серебряных двойных пояса |
| 11        | Пьер I де Люксембург-Сен-Поль (1390—1433) Граф де Бриен, де Конверсано, де Сен-Поль                                                                              |                                    |                                     |      | D’argent au lion de gueules, la queue fourchée, armé, lampassé et couronné d’or | В серебряном поле червлёный восстающий лев с раздвоенным хвостом, золотым вооружением, языком и короной |
| 12        | Жан де ля Тремуйль (1377—1449) Сеньор де Жонвель |                                    |                                     |      | D’or au chevron de gueules accompagné de trois aigles d’azur, becquées et membrées de gueules posées 2 et 1, le tout à la bordure de gueules | В золотом поле с червлёной каймой стропило той же финифти, сопровождаемое тремя лазоревыми орлами с червлёными лапами и вооружением |
| 13        | Жильбер де Ланнуа (1386—1462) Сеньор де Сант, де Вилерваль, де Троншенн, де Бомон, де Ваани. Советник и камергер герцога бургундского                            |                                    |                                     |      | D’argent a trois lions de sinople posés 2 et 1 couronnés et armés d’or, lampassés de gueules, a la bordure engrelée de gueules, brisé en chef d’un lambel d’azur a trois pendants | В серебряном поле с червлёной выщербленной каймой три зелёных восстающих льва с золотыми коронами и червлёными языками, во главе щита лазоревое титло о трёх концах |
| 14        | Жан де Люксембург-Линьи (1392—1441) граф де Гиз и де Линьи, сеньор Боревуари Боэн.                                                                               |                                    |                                     |      | D’argent au lion de gueules, la queue fourchée passée en sautoir, armé, lampassé et couronné d’or et au lambel d’azur | В серебряном поле червлёный восстающий лев с раздвоенным хвостом, золотым вооружением, языком и короной, во главе щита лазоревое титло о трёх концах |
| 15        | Жан де Вилье (1384—1437) сеньор де Лиль-Адам |                                    |                                     |      | D’or au chef d’azur chargé d’un dextrochère d’argent paré d’un brassard d’hermine brochant sur la partition | На золоте лазурная глава, поверх неё серебряная правая рука с горностаевым армлетом, ниспадающим поперёк деления щита |
| 16        | Антуан I де Круа (1384—1437) Сеньор де Крой, барон де Ранти, и прочее, граф Бомон, Порсьен и де Гин                                                              |                                    |                                     |      | Ecartelé aux 1 et 4 d’argent a trois fasces de gueules, aux 2 et 3 d’argent a trois doloirs de gueules, posés 2 et 1 les deux chef adossés | В четырёхчастном щите в 1 и 4 частях на серебре три червлённых пояса, во 2 и 3 частях в серебряном поле три червлённых долуары, 2 и 1, верхняя правая обращена |
| 17        | Флоримон де Бримо (1384—1437) Сеньор де Мэцикур. |                                    |                                     |      | D’argent, à trois aiglettes de gueules, membrées et becquées d’azur | В серебряном поле три червлёных орла с лазоревыми лапами, вооружением и языками |
| 18        | Робер де Масмин (1385—1431) Сеньор де Масмин, Вестрем, Hemelveerdegem, Beerlegem, Uitbergen, Lierde-Saint-Martin, Lierde-Sainte-Marie, Parike, Leeuwergem, Elene |                                    |                                     |      | D’azur au lion d’or, armés et lampassé de gueules, l'épaule frappé d’une fleur de lys de même | В лазоревом поле золотой восстающий лев с червлёным вооружением и языком, раненый в плечо лилией той же финифти |
| 19        | Жак де Бримо (ок. 1384 — 1447) Сеньор де Гриньи. |                                    |                                     |      | D’argent à trois aigles de gueules becquées et membrées d’azur, posées 2 et 1, brisé en cœur, un lionceau naissant d’or | В серебряном поле три червлёных орла с лазоревыми лапами, вооружением и языками, в сердце золотой рождающийся лев |
| 20        | Бодуэн I де Ланнуа (1389—1474) Cеньор де Молембе, Сольр и Лонэ.                                                                                                  |                                    |                                     |      | D’argent a trois lions de sinople posés 2 et 1 couronnés et armés d’or, lampassés de gueules, a la bordure engrelée de gueules. En chef, un écu d’argent a quatre fasces d’azur | В серебряном поле с червлёной выщербленной каймой три зелёных восстающих льва с золотыми коронами и червлёными языками, в сердце малый щиток, восьмикратно рассечённый на серебро и лазурь |
| 21        | Пьер де Бофремон (1400—1472) Сеньор и граф де Шарни, сеньор де Монфор                                                                                            |                                    |                                     |      | Écartelé de Bauffremont et de Vergy; sur le tout de Charny | В четырёхчастном щите в 1 и 4 частях герб Бофремонов — пёстрый беличий мех (червень и золото), во 2 и 3 частях — дома де Вержи, в червлёном поле три золотых пятилистника, в сердцевом щите на черни три серебряных щитка, 2 и 1 (Шарни) |
| 22        | Филипп де Тернан (1400—1456) Сеньор де Тернан и де Ла-Мот |                                    |                                     |      | Échiqueté d’or et de gueules | Щит шахматно разделён на золото и червлень |
| 23        | Жан II де Крой (ок. 1403 — 1473) Граф де Шиме, сеньор Турна-на-Марне.                                                                                            |                                    |                                     |      | Écartelé de Croÿ et de Renty; sur-le-tout, écartelé de Flandre et de Craon | В четырёхчастном щите в 1 и 4 частях на серебре герб де Круа (три червлённых пояса), во 2 и 3 частях в серебряном поле три червлённых долуары, 2 и 1, верхняя правая обращена (де Ренти). Щиток рассечён и пересечён, в 1 и 4 частях герб графства Фландрия — в золотом поле чёрный лев с червлёным вооружением, во 2 и 3 поле ромбовидно рассечено на золото и червень (де Краон) |
| 24        | Жан V де Креки (ок. 1400 — 1474) Сеньор де Креки, Канапль, Фрессен и Мольен                                                                                      |                                    |                                     |      | D’or au créquier de gueules | В золотом поле червлёный крекье |
| 25        | Жан I де Нёшатель (1379—1433) сеньор де Монтегю, де Фонтенуа-ле-Шато Аманс и пр., Великий кравчий Франции                                                        |                                    |                                     |      | Ecartelé aux 1 et 4 de gueules a la bande d’argent et aux 2 et 3 de gueules a l’aigle d’argent | В четырёхчастном щите в 1 и 4 частях в червлёном поле серебряная перевязь, во 2 и 3 частях в червлёном поле серебряный орёл |